# Belle speranze (album)
Belle speranze è un album di Fiorella Mannoia, pubblicato il 20 novembre 1997, giorno in cui viene pubblicato anche l'omonimo singolo. Il disco viene pubblicato su etichetta Harpo (Catalogo: HRP 4891702) e distribuito dalla Sony Music Entertainment.
Il produttore del disco è Piero Fabrizi, che ne cura anche gli arrangiamenti; il brano Il miracolo è stato arrangiato insieme agli Avion Travel, mentre Un aeroplano a vela insieme a Flavio Premoli. I brani Il fiume e la nebbia e Al fratello che non ho sono firmati da Daniele Silvestri.
L'album raggiunge, come massima posizione, la numero 12 nella classifica italiana degli album più venduti.

## Tracce
1. Belle speranze – 5:02 (Piero Fabrizi; edizioni musicali Il Ponte)
2. Non sono un cantautore – 4:14 (Piero Fabrizi; edizioni musicali Il Ponte)
3. Apri la bocca (e fai fuoco) – 3:33 (testo: Luca Gemma – musica: Pacifico; edizioni musicali Il Ponte)
4. Il fiume e la nebbia – 4:45 (Daniele Silvestri; edizioni musicali Brachetto, Il Ponte)
5. Al fratello che non ho – 4:00 (Daniele Silvestri; edizioni musicali Brachetto, Il Ponte)
6. Nati ieri – 4:25 (Piero Fabrizi; edizioni musicali Il Ponte)
7. Il miracolo – 4:08 (testo: Peppe Servillo – musica: Peppe D'Argenzio, Fausto Mesolella e Mario Tronco; edizioni musicali Insieme, Il Ponte)
8. Caterina e il coraggio – 5:07 (Piero Fabrizi; edizioni musicali Il Ponte)
9. Un aeroplano a vela – 4:02 (testo: Gianmaria Testa – musica: Pier Renzo Ponzo e Gianmaria Testa; edizioni musicali Il Ponte, BMG, Fuoristagione)
10. ...È comunque Natale – 2:38 (Piero Fabrizi; edizioni musicali Il Ponte)

## Formazione
- Fiorella Mannoia – voce
- Max Costa – tastiera, programmazione e percussioni
- Piero Fabrizi – chitarra acustica ed elettrica, mandolino, e-bow
- Giovanni Boscariol – tastiera, organo Hammond, pianoforte e Fender Rhodes
- Rocco Tanica - pianoforte e tastiera
- Paolo Gianolio – chitarra elettrica
- Paolo Costa, Cesare Chiodo, Pier Michelatti – basso
- Lele Melotti, Elio Rivagli, Alfredo Golino – batteria
- Fio Zanotti – organo Hammond
- Fausto Mesolella – chitarra solista
- Flavio Premoli – tastiera, fisarmonica e mellotron
- Rosario Jermano – percussioni e tamburello
- Massimo Fumanti – chitarra elettrica
- Alberto Tafuri – pianoforte
- Renato Cantele – programmazione
- Franco Testa, Ferruccio Spinetti – contrabbasso
- Mario Arcari – oboe, flauto dolce, clarinetto
- Lalla Francia, Pedro Azul, Silvio Pozzoli – cori

## Classifiche
| Paese  | Posizione raggiunta |
| ------ | ------------------- |
| Italia | 12                  |

## Successo Commerciale
Belle speranze raggiunge la dodicesima posizione nella classifica italiana. Viene certificato disco di platino, con oltre 100 000 copie vendute.